# Śródmieście
Pour l'arrondissement de Wrocław, voir Śródmieście.
Śródmieście (« Centre-ville », en polonais) est l'arrondissement centre de la ville de Varsovie. Le secteur est le centre des institutions nationales, des services municipaux, le siège de grandes entreprises, le centre universitaire. Il est également le centre des attractions touristiques à Varsovie, y compris le bâtiment le plus grand à Varsovie (237 m), la rue la plus étroite (Ulica Kamienne Schodki, 5,3 m), l'université la plus ancienne (1816), le parc public le plus ancien (ouvert en 1727).

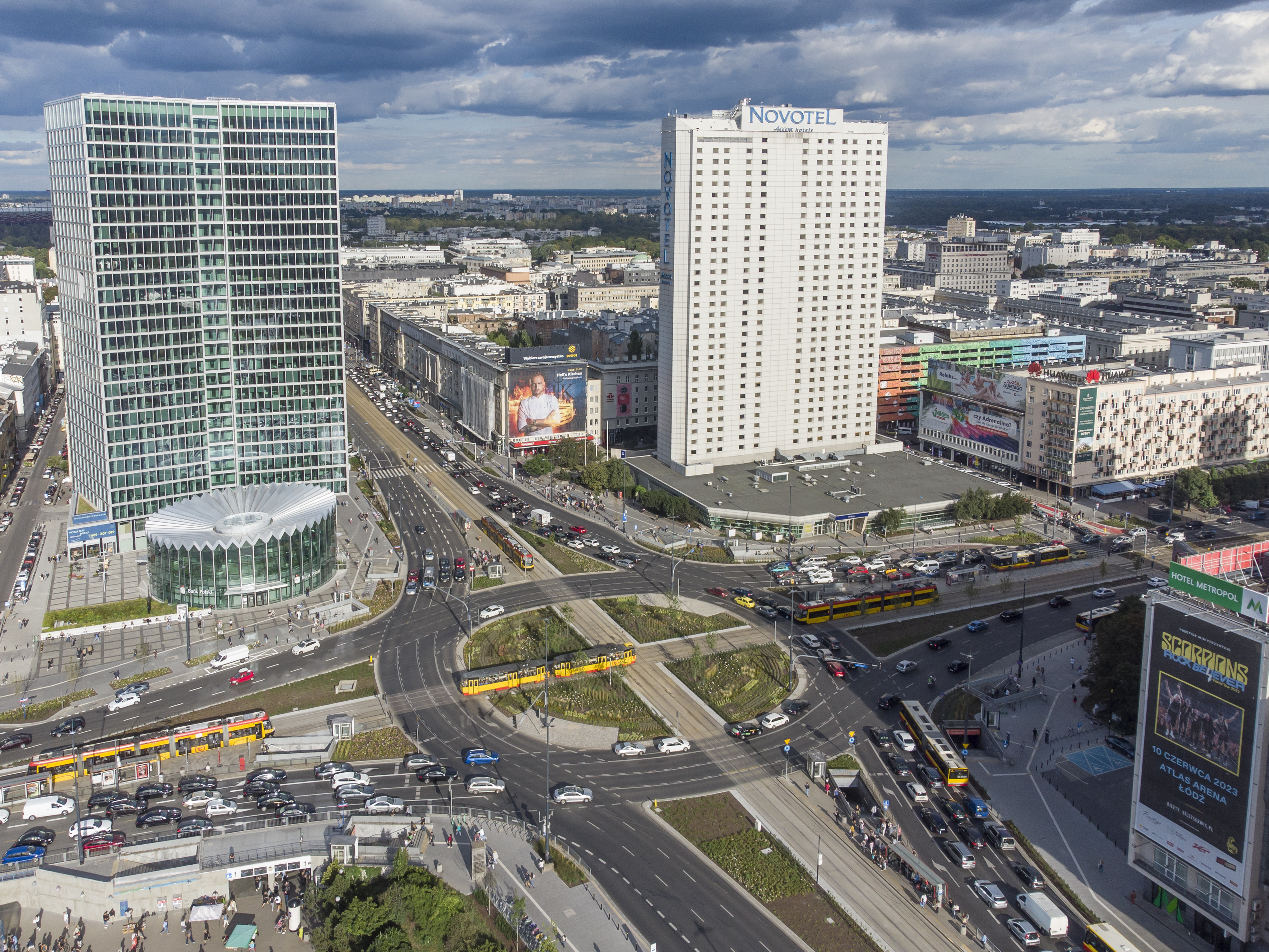
Croisement de l’avenue Jerozolimskie et de la rue Marszałkowska - point central de Varsovie.
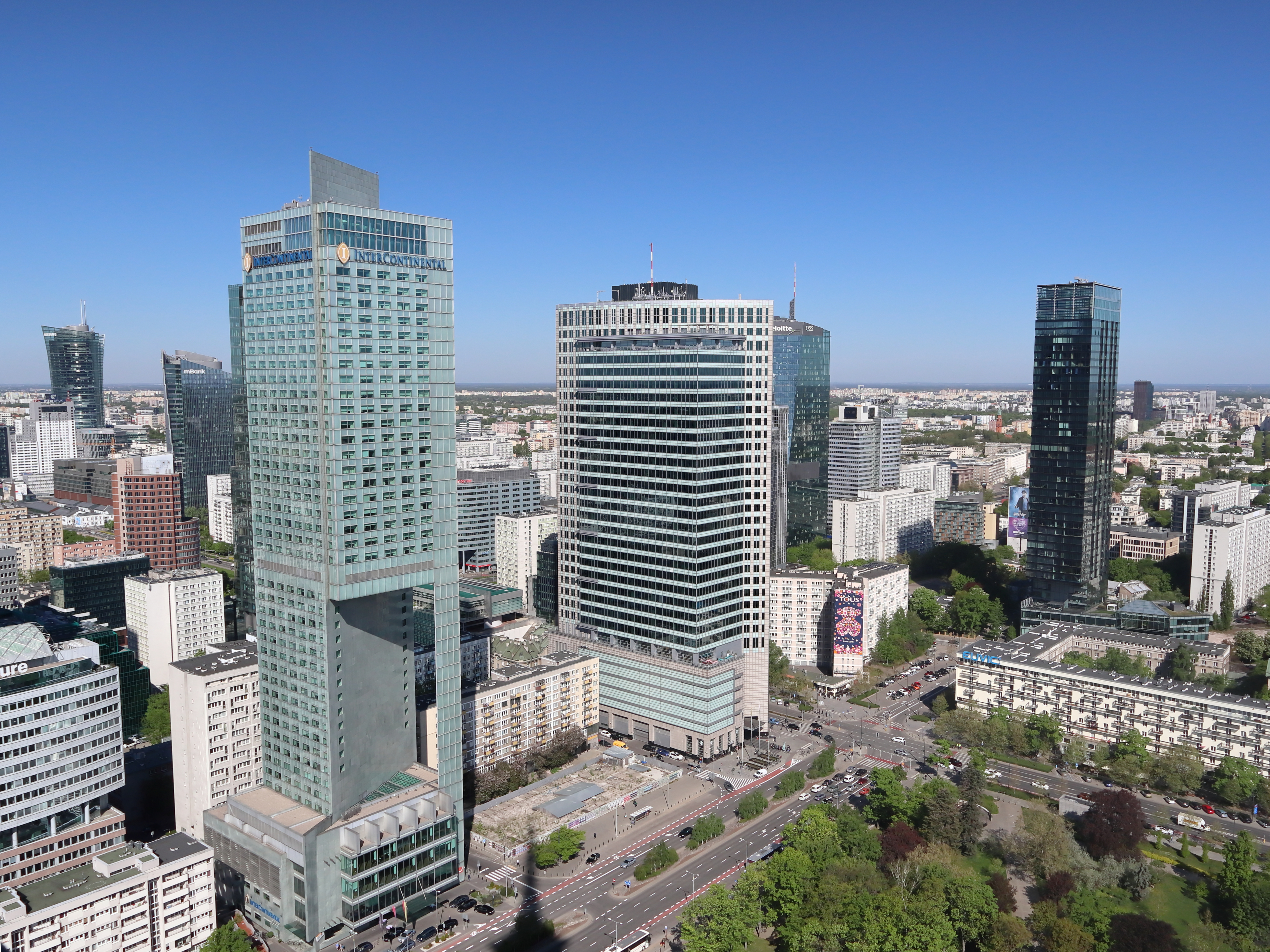
Hôtel Intercontinental Warszawa, Śródmieście.
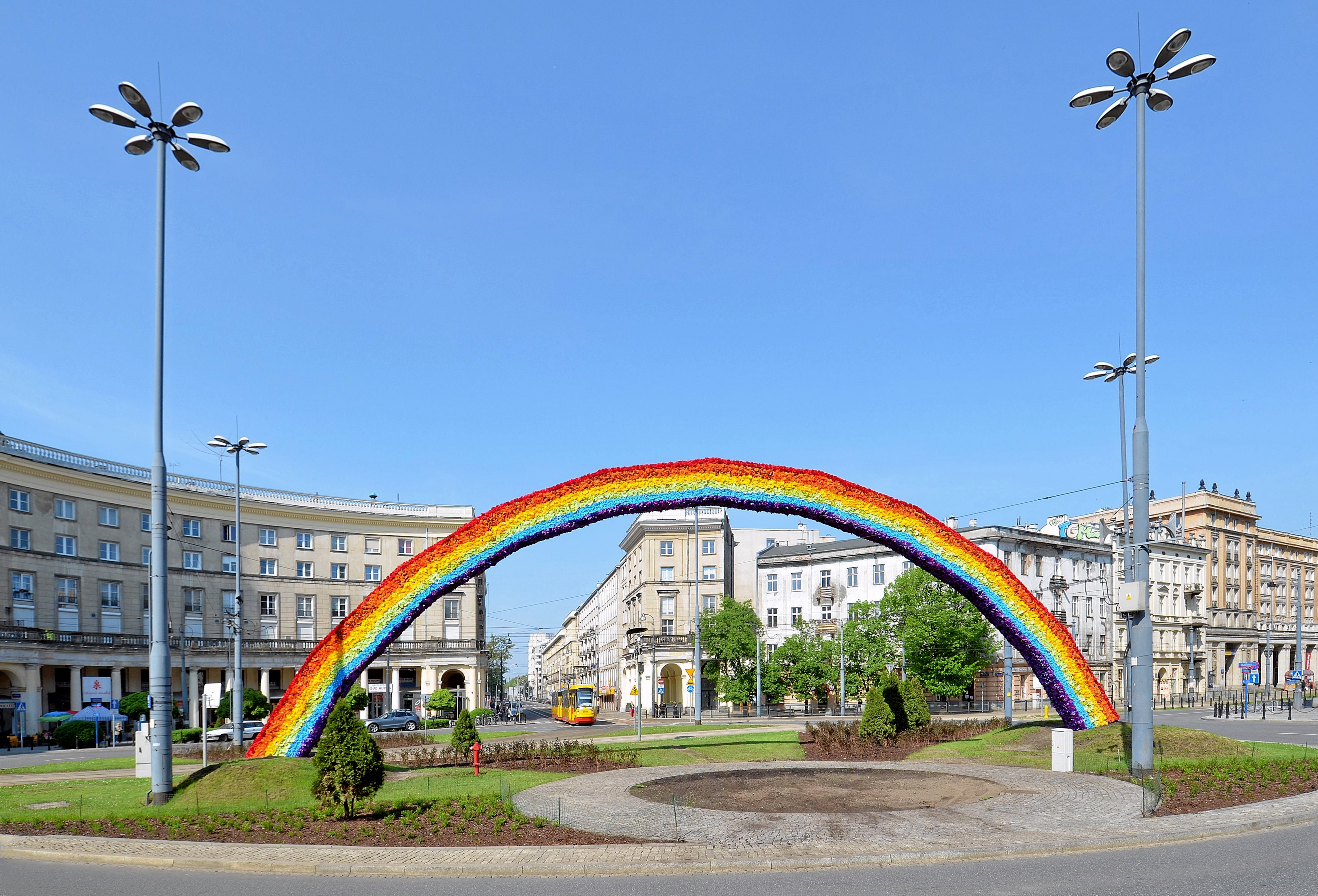
L'Arc-en-ciel

## Limites administratives
Les limites de Śródmieście sont déterminées par les rues : Słomińskiego, Jana Pawła II, Niepodległości, Stefan Batory, Spacerowa, Gagarina, Podchorążych, Nowosielecka et par la Vistule.

## Quartiers

Les quartiers de l’arrondissement Śródmieście.

L'arrondissement de Śródmieście est divisé en 9 quartiers :
- Muranów
- Staromiejskie
- Żelazna Brama
- Centrum
- Powiśle-Skarpa
- Koszyki
- Krucza
- Powiśle-Solec
- Oleandrów

## Sites et monuments importants
- Stare Miasto (Vieille-Ville)

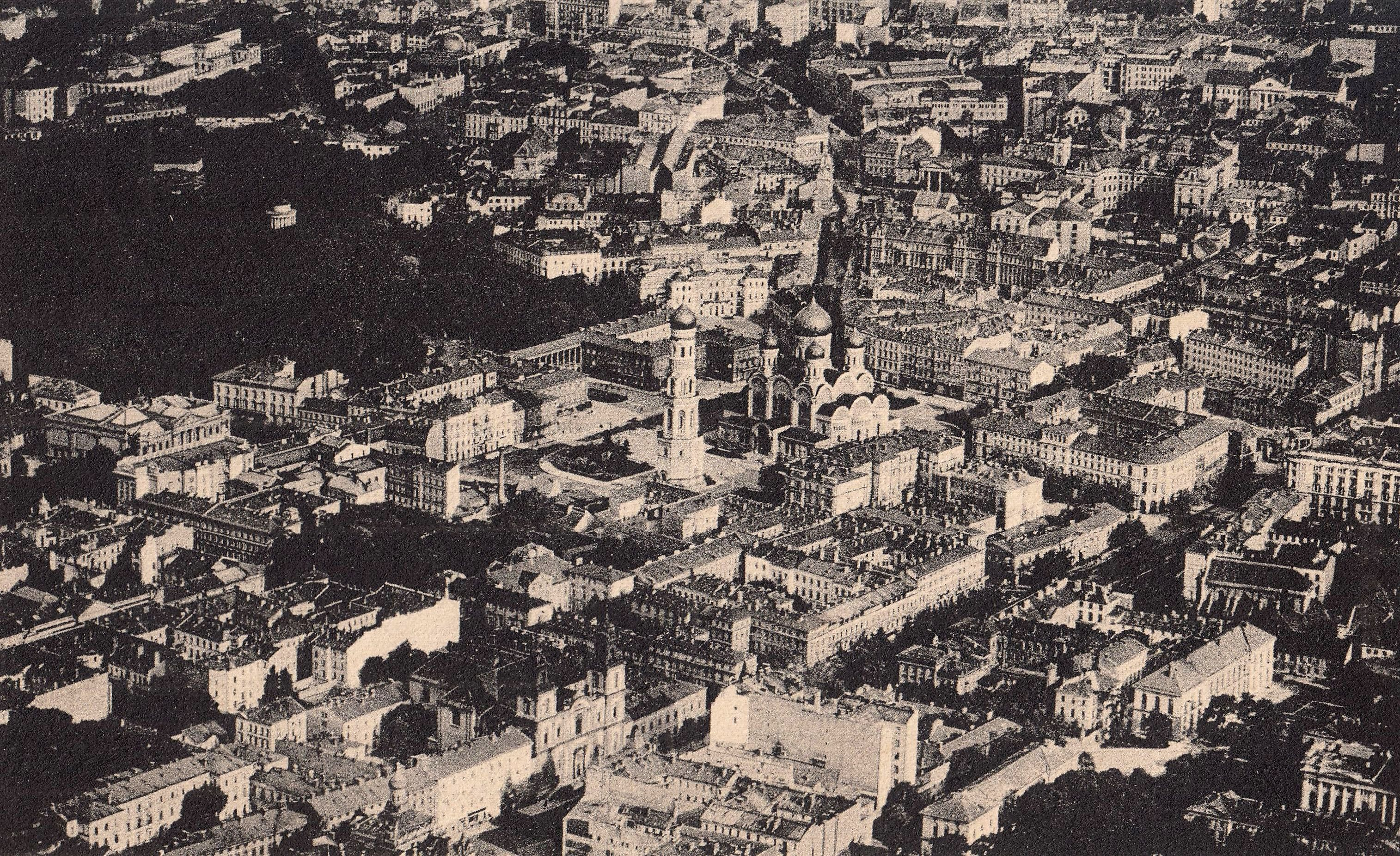
Śródmieście en 1916, au centre la place Saski et la cathédrale Saint-Alexandre-Nevsky

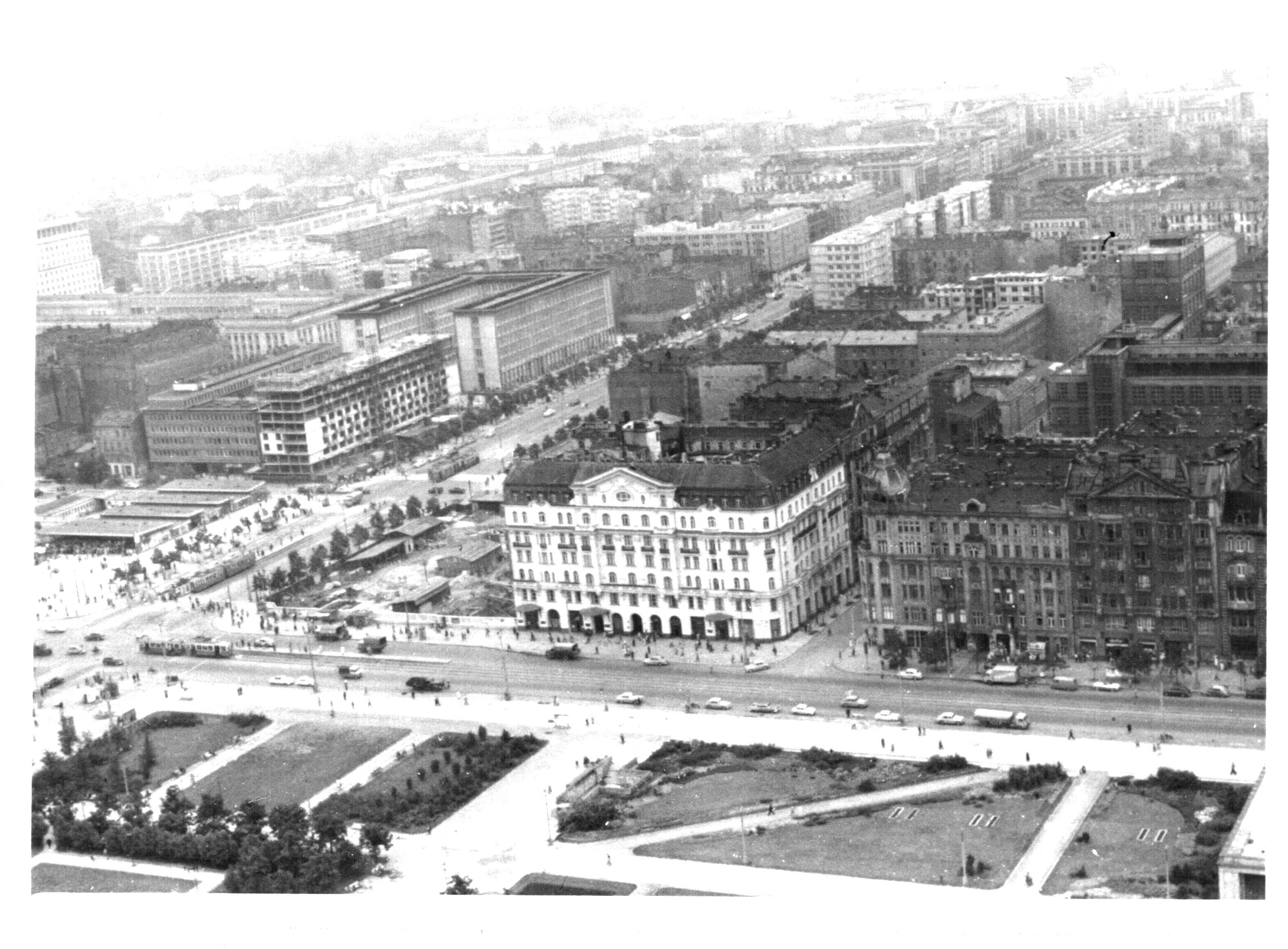
Śródmieście vu du Palais de la Culture et de la Science dans les années 1950

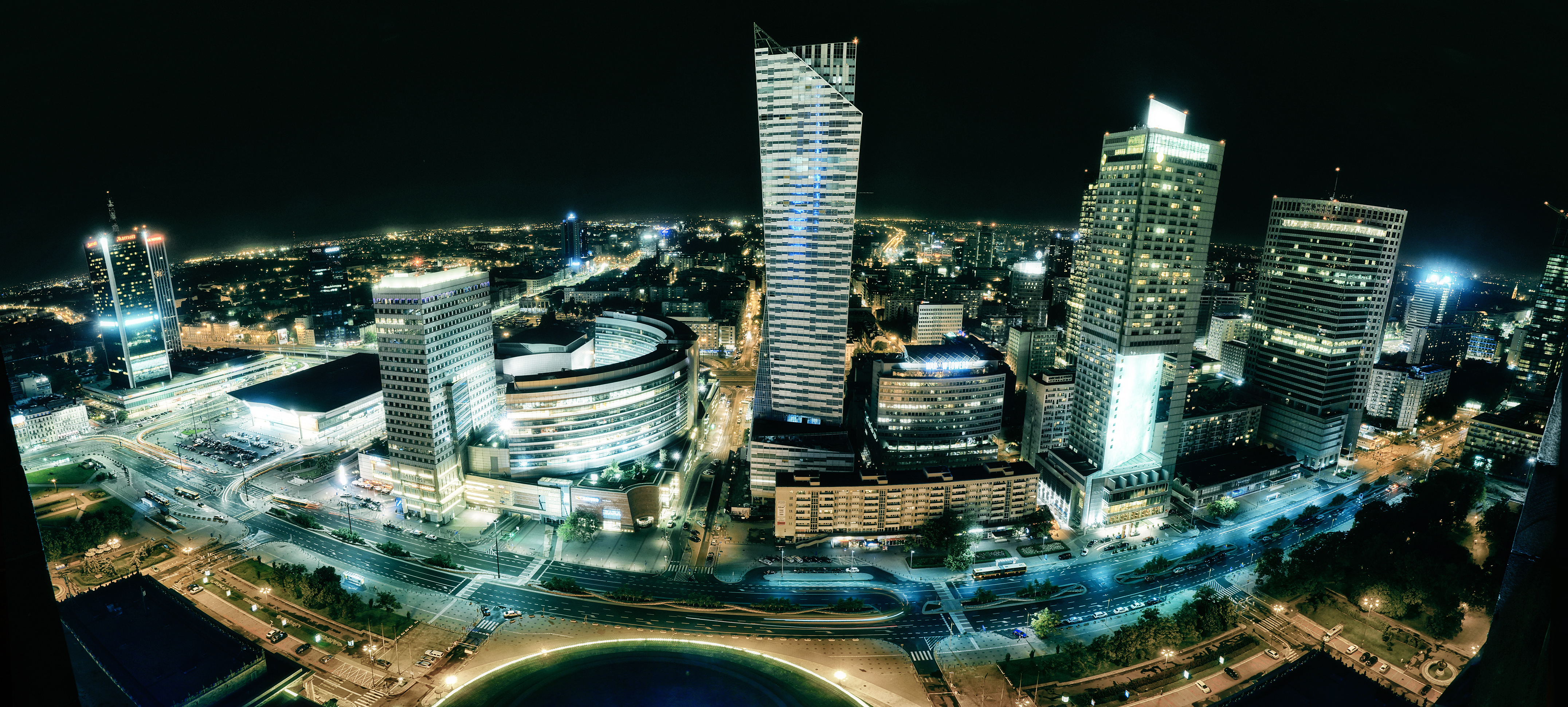
L'ouest de Śródmieście, la nuit

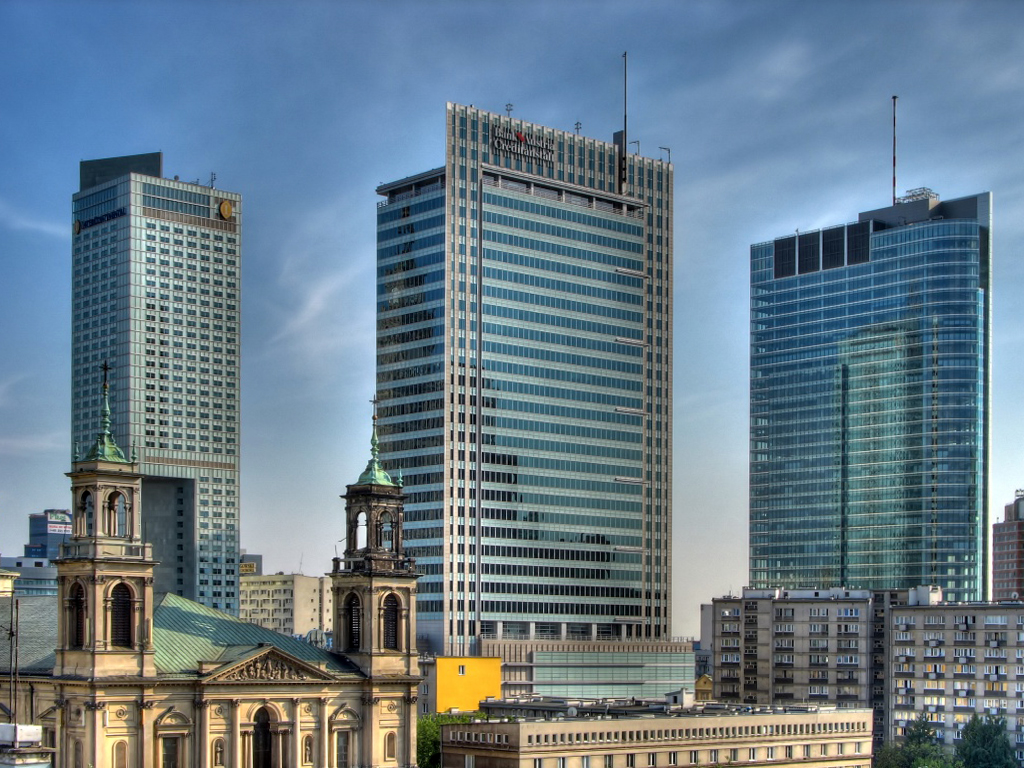
L'hôtel InterContinental Warszawa, le Warsaw Financial Center et Rondo 1

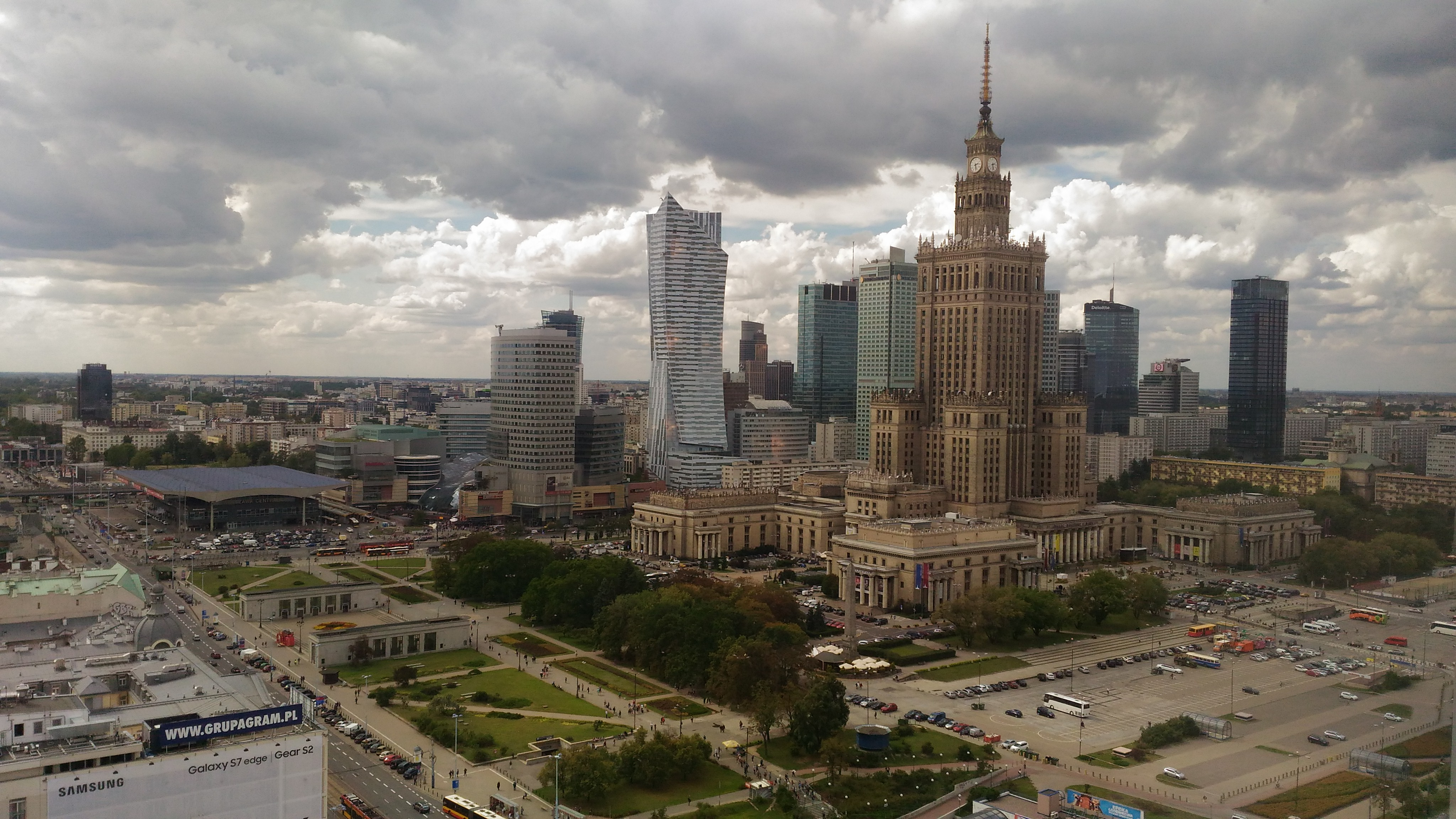
Le palais de la Culture et des sciences sur la Plac Defilad

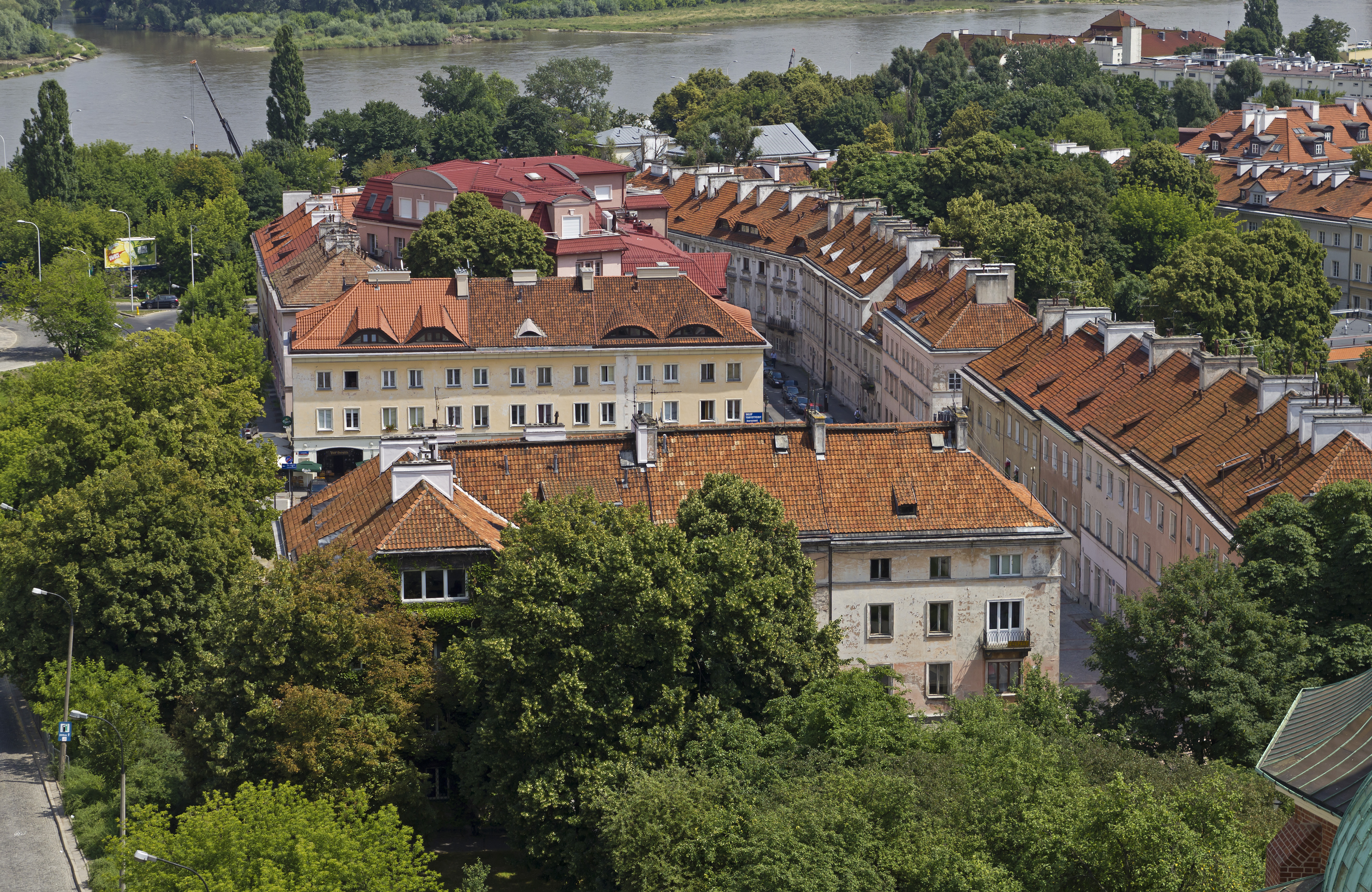
Mariensztat

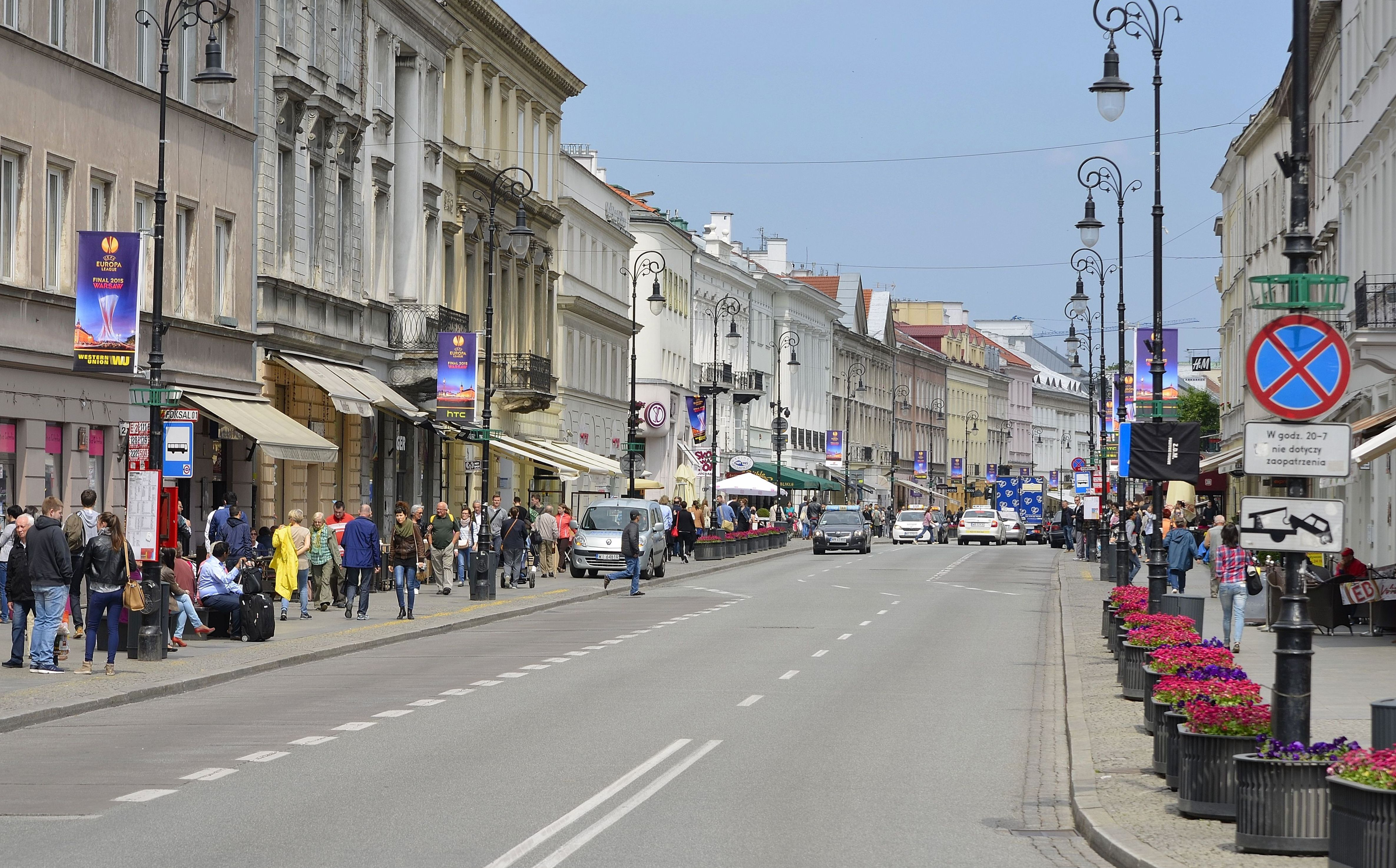
Ulica Nowy Świat (2015)

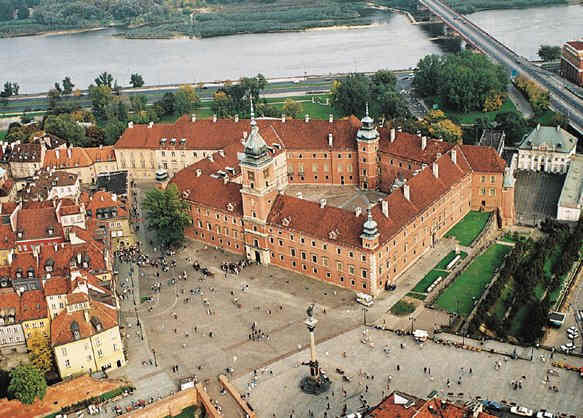
Palais royal

  - Plac Zamkowy, Palais royal  , et Colonne de Sigismond 
  - Palais au toit de cuivre 
  - Cathédrale Saint-Jean 
  - Rynek Starego Miasta (place de la vieille-ville)
  - Barbacane 
  - Église Saint-Martin
  - Église Notre-Dame de Grâce
  - Ulica Kanonia
  - Statue de la Sirène de Varsovie
- Nowe Miasto (Nouvelle-Ville)
  - Église Saint-Hyacinthe 
  - Église de la visitation de la Bienheureuse Vierge-Marie 
  - Église du Saint-Esprit 
  - Église Saint-Casimir 
  - Musée Maria Skłodowska-Curie
  - Palais Sapieha
  - Rynek Nowego Miasta (Place de la Nouvelle-Ville)
  - Rue Freta
  - Ulica Mostowa
  - Église Saint-François
- Mariensztat
- Trakt Królewski (Voie royale)
  - Rue Krakowskie Przedmieście
    - Zajazd Dziekanka
    - Église Sainte-Anne 
    - Église de la Sainte-Croix 
    - Église des Visitandines 
    - Palais Koniecpolski  (palais présidentiel)
    - Église de l'assomption de la bienheureuse Vierge-Marie et de Saint-Joseph 
    - Palais Staszic 
    - Maison de la rencontre avec l'Histoire
    - Monument Nicolas Copernic
    - Université de Varsovie

  - Ulica Nowy Świat (littéralement: rue du Nouveau Monde)
  - Plac Trzech Krzyży (littéralement : place des trois croix)
    - Église Saint-Alexandre 

  - Aleje Ujazdowskie
    - Château d'Ujazdow 
    - Parc Ujazdowski 
    - Jardin botanique de l'Université de Varsovie
    - Palais Sobański
    - Villa Gawrońskich
    - Palais Wilhelm Ellis Rau
    - Siège du parlement de Pologne
    - Chancellerie du président du Conseil des ministres
    - Statue d'Ignacy Jan Paderewski
    - Maison des Atlantes (ou maison des géants)
- Jardin de Saxe
- Plac Teatralny et Grand Théâtre de Varsovie
- Plac Bankowy et Palais de la Commission Gouvernementale des Revenus et du Trésor
- Plac Józef Piłsudski (place du maréchal Józef Piłsudski) et Tombe du Soldat inconnu
- Plac Powstańców Warszawy
- Philharmonie nationale
- Palais de la culture et de la science
- Palais du Belvédère
- Parc Łazienki 
  - Palais Łazienki (ou Palais sur l'île)
  - Vieille orangeraie
  - Amphithéâtre du parc Łazienki
- Cathédrale du Saint-Esprit (Varsovie)
- Palais Mostowski
- Monument aux héros du ghetto, Musée de l'Histoire des Juifs polonais
- Synagogue Nożyk
- Pawiak (site de l'ancienne prison de Pawiak)
- Palais Brzozowski
- Plac Konstytucji (Varsovie)
- Plac Na Rozdrożu (Varsovie)
- Plac Pięciu Rogów (Varsovie)
- Plac Jana Henryka Dąbrowskiego (Varsovie)

## Transports publics
Dans cet arrondissement, se trouvent 5 stations de la Ligne 1 du métro de Varsovie: Politechnika, Centrum, Świętokrzyska, Ratusz Arsenał et Dworzec Gdański ainsi que 4 stations de la Ligne 2 du métro de Varsovie: Rondo ONZ, Świętokrzyska, Nowy Świat-Uniwersytet et Centrum Nauki Kopernik.